# Hevossaari (ö i Birkaland, Södra Birkaland, lat 61,22, long 24,00)
Hevossaari är en ö i Finland. Den ligger i Rautunselkä (västra delen av (Vanajavesi) och i kommunen Valkeakoski i den ekonomiska regionen  Södra Birkaland och landskapet Birkaland, i den södra delen av landet, 130 km norr om huvudstaden Helsingfors. Öns area är 6,8 hektar och dess största längd är 0,5 kilometer i sydöst-nordvästlig riktning.